# Thomas Gsella

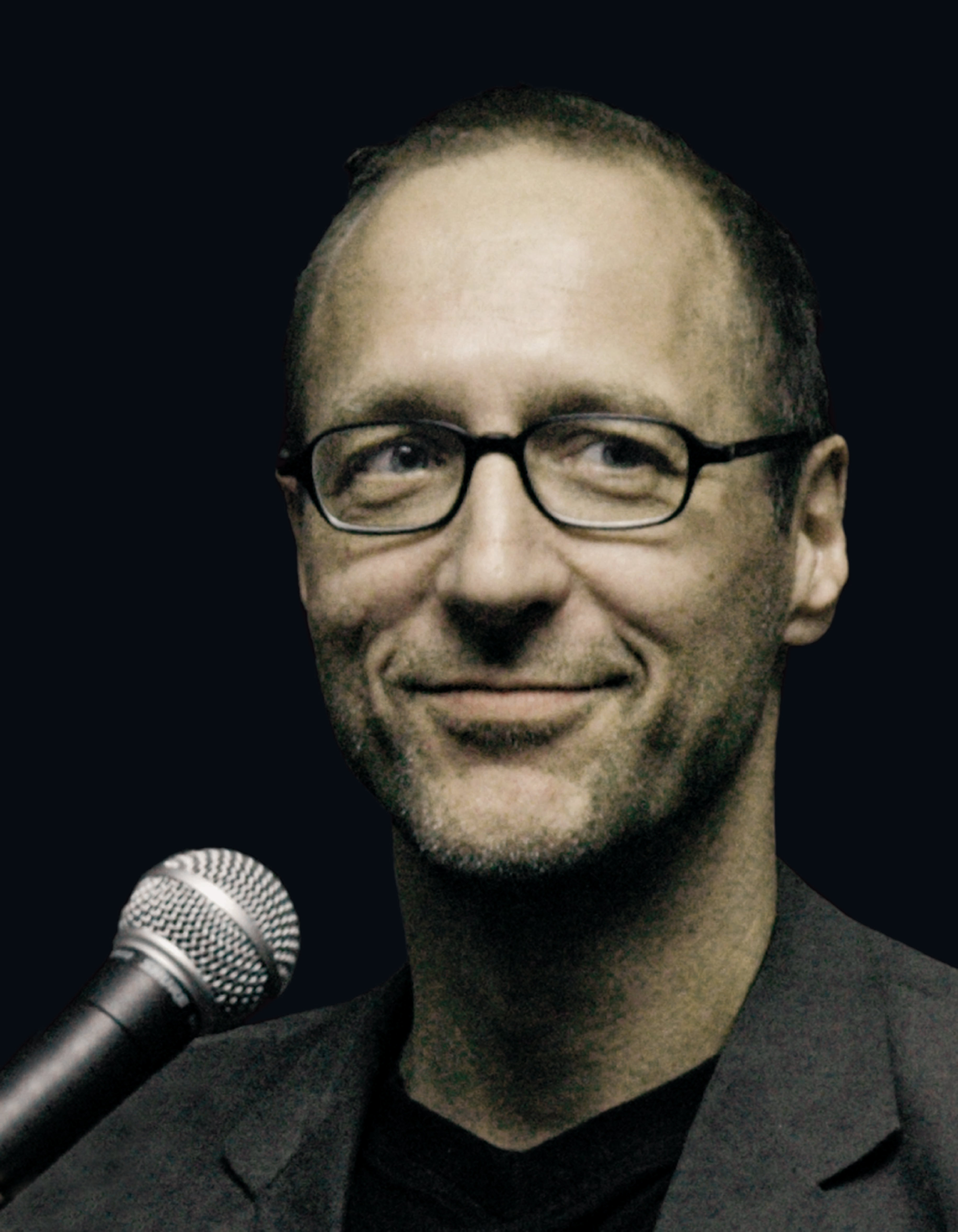
Thomas Gsella (2009)

Thomas Gsella (* 19. Januar 1958 in Essen) ist ein deutscher Satiriker und Schriftsteller, der vor allem für seine komische Lyrik bekannt ist.

## Leben
Thomas Gsella war ab 1992 Redakteur und von Oktober 2005 bis 2008 Chefredakteur der Frankfurter Satirezeitschrift Titanic. Er schreibt für verschiedene Magazine, Zeitungen und Rundfunksender. Gsella ist vor allem als Verfasser von komischer Lyrik hervorgetreten. Er ist für Schmähgedichte über deutsche Städte bekannt. Er ist Mitglied der Titanic Boy Group (zusammen mit Oliver Maria Schmitt und Martin Sonneborn), mit der er neben seinen vielfältigen Soloprogrammen auf Lesereise geht.
Vor allem Lyrik publizierte er im „Kritischen Tagebuch“ des WDR, im Südwestradio des SWR, in der taz, der jungen Welt, der FAZ, der Frankfurter Rundschau, der Süddeutschen Zeitung und in  konkret.
Thomas Gsella lebt mit Frau und zwei Kindern in Aschaffenburg.

## Bücher
- Materialien zur Kritik Leonardo Di Caprios und andere Gedichte, Eichborn, Frankfurt am Main 1999, ISBN 3-8218-3525-7.
- Kille kuckuck dideldei. Gedichte mit Säugling, Verlag Antje Kunstmann, München 2001, ISBN 3-453-86507-3.
- Generation Reim. Gedichte und Moritat, Haffmans bei Zweitausendeins, Frankfurt am Main 2003, ISBN 3-86150-521-5.
- So werde ich Heribert Faßbender. Grund- und Aufbauwortschatz Fußballreportage (mit Heribert Lenz und Jürgen Roth), Klartext Verlag, Essen 1995, 3. Aufl. 2004, ISBN 3-89861-100-0.
- Ins Alphorn gehustet. Gedichte über Völker u. a., Reclam, Leipzig 2005, ISBN 3-379-00849-4.
- Kinder, so was tut man nicht. Ein pechschwarzes Brevier für die Familie, Rowohlt-Taschenbuch-Verlag, Reinbek bei Hamburg 2007, ISBN 978-3-499-24510-7.
- Der kleine Berufsberater, Eichborn, Frankfurt 2007, ISBN 978-3-8218-6017-6.
- Papa-a? Ja, mein Kind? Die letzten Fragen der Menschheit, Fischer-Taschenbuch-Verlag, Frankfurt 2008, ISBN 978-3-596-17894-0.
- Nennt mich Gott, Fischer-Taschenbuch-Verlag, Frankfurt 2008, ISBN 978-3-596-17915-2.
- Die Leiden des jungen Schiller. Mit Zeichnungen von Rudi Hurzlmeier, Sanssouci Verlag, München 2009, ISBN 978-3-8363-0170-1.
- Warte nur, balde dichtest du auch!: Die Offenbacher Anthologie, Ullstein Taschenbuch Verlag, Berlin 2009, ISBN 978-3-548-37305-8.
- Blau unter Schwarzen. Gsellammelte Prosa I: Ausgewählte Humoresken, DuMont, Köln 2010, ISBN 978-3-8321-9543-4.
- Reiner Schönheit Glanz und Licht – Ihre Stadt! im Schmähgedicht, Eichborn, Frankfurt 2011, ISBN 978-3-8218-6087-9.
- BestGsella – Live-Lesung. Hörbuch, Eichborn und Spiegel Online. ISBN 978-3-8218-6341-2.
- Komische Deutsche, carl’s books, München 2012, ISBN 978-3-570-58506-1.
- Viecher in Versen, Gedichte zu Tierzeichnungen von Greser & Lenz. C. Bertelsmann, München 2012, ISBN 978-3-570-10140-7.
- Achtung, Achtung, hier spricht der Weihnachtsmann!, carl’s books, München 2014, ISBN 978-3-570-58534-4.
- Martin Sonneborn, Thomas Gsella, Oliver Maria Schmitt: Titanic Boygroup Greatest Hits, Rowohlt Verlag Berlin 2015, ISBN 978-3-87134-818-1.
- Von Aachen bis Zwickau. Ihre Stadt im Schmähgedicht. JMB, Hannover 2016, ISBN 978-3-95945-500-8.
- Eva Häberle, Thomas Gsella: Was macht das Blättertier denn hier, Knesebeck 2016, ISBN 978-3-86873-883-4.
- Saukopf Natur. Gedichte (mit Rudi Hurzlmeier), Verlag Antje Kunstmann, München 2016, ISBN 978-3-95614-125-6.
- Lustgedichte. Mit Lustzeichnungen von Rudi Hurzlmeier, Haffmans bei Zweitausendeins 2018, ISBN 978-3-96318-009-5.
- Festgedichte. Mit Festzeichnungen von Rudi Hurzlmeier, Haffmans bei Zweitausendeins 2018, ISBN 978-3-96318-025-5.
- Personenkontrolle. Leute von heute in lichten Gedichten, Verlag Antje Kunstmann, München 2019, ISBN 978-3-95614-287-1.
- Trinkgedichte. Mit Trinkzeichnungen von Rudi Hurzlmeier, Haffmans bei Zweitausendeins 2019, ISBN 978-3-96318-058-3.
- Poesiealbum 351, Märkischer Verlag Wilhelmshorst 2020.
- Fressgedichte. Mit Fresszeichnungen von Rudi Hurzlmeier, Haffmans bei Zweitausendeins 2020 (angekündigt für Oktober 2020).
- Ich zahl's euch reim – Neue politische Gedichte, Verlag Antje Kunstmann, München 2021, ISBN 978-3-95614-457-8.

## Hörspiele
- Im Hotel Harakiri – Das Dienen geht weiter: Eine badische Suite. Verfasser: Smudo, Stefan Veith, Peter Fey, Sebastian Hülk, Thomas Gsella, Hans Zippert, Walter Baco, Mathias Zimmer, Ralf Summer, Mehmet Kucin, Brigitte Hallbauer, Thomas Hintner, Felix Schmid, C.Y. Schmidt, Joe Wentrup, Alexandra Kayser, Franz Veith, Thomas Metzinger, Jad Fair und David Fair, Nova MD, Vachendorf 2017, ISBN 978-3-96111-343-9

## Musicals
- Die Erschaffung der Welt – ein komisches Musical. Musik: Stephan Kanyar, Liedtexte: Thomas Gsella, Buch: Maren Scheel. Eine Auftragsarbeit für das Schauspiel Essen, Premiere im Dezember 2012

## Preise und Auszeichnungen
- 2004 Cuxhavener Joachim-Ringelnatz-Preis (Nachwuchspreis)
- 2011 Robert-Gernhardt-Preis
- 2014 Stipendium Deutscher Literaturfonds